# Oenosciadium anomalum
Oenosciadium anomalum är en flockblommig växtart som beskrevs av Auguste Nicolas Pomel. Oenosciadium anomalum ingår i släktet Oenosciadium och familjen flockblommiga växter. Inga underarter finns listade i Catalogue of Life.